# إيهاب البوسيفي
إيهاب البوسيفي، هو لاعب كرة قدم ليبي، ولد في 23 يونيو 1985.
شارك مع أندية المستقبل، والاتحاد، والنصر.
شارك مع منتخب بلاده في كأس الأمم الأفريقية لكرة القدم 2012، وسجل هدفين في مباراة منتخبه مع منتخب السنغال، وقادها بذلك إلى الفوز 2-1، وهو الفوز الأول لبلاده في كأس الأمم الأفريقية منذ بطولة 1982.

## وصلات خارجية
- إيهاب البوسيفي على موقع قاعدة بيانات كرة القدم.إي يو (الإنجليزية)
- إيهاب البوسيفي على موقع ناشيونال فوتبول تيمز (الإنجليزية)